# Collège-lycée Saint-Joseph (Thônes)
Pour les articles homonymes, voir Collège Saint-Joseph et Lycée Saint-Joseph.
Le collège-lycée Saint-Joseph est un établissement catholique scolaire situé à Thônes (Haute-Savoie) entre Annecy et les stations de ski des Aravis du Grand Bornand.

## Histoire

### Les premiers pas d'une « instruction publique »
La vallée de Thônes est située à proximité immédiate de plusieurs massifs montagneux et stations fondés fin XIe-milieu XIIe s. : le Prieuré de Talloires, la Chartreuse, le prieuré clunisien de Dingy-Saint-Clair et celui d’Entremont. Ces établissements ont probablement permis à de nombreux religieux originaires de la vallée de recevoir une instruction dans une école monastique. Au XIIIe siècle, l’action des écoles monastiques se renforce. On assiste à un mouvement d’ouvertures d’écoles dans les villes épiscopales en réponse au troisième concile du Latran (1179) qui précisait : « Le concile ordonne que dans chaque église cathédrale, on assigne un bénéfice à un maître qui enseigne gratuitement les clercs et les écoliers pauvres afin que ceux qui sont dépourvus de fortune ne soient pas privés de la facilité d'apprendre et que la voie de la science soit ouverte à tous ». Cette dynamique irrigue également des villes de moindre importance comme Thônes. En effet, s’il est impossible de déterminer avec précision le début d’un enseignement organisé à Thônes, l’existence d’une école est cependant attestée dès 1389 (même si aucun local n’y est clairement attribué).

### Fondation du collège de Thônes (1670)
Après l'occupation française de 1536-1559, Emmanuel-Philibert rentre en possession du duché de Savoie et réorganise une nouvelle administration dont les fonctions sont autant de débouchés pour la noblesse et la bourgeoisie locale. De plus, face à la proximité du calvinisme genevois, les institutions religieuses (principalement des ordres religieux nouveaux tels les jésuites, les barnabites, les capucins…) tentent de mieux contrôler le territoire grâce à l’ouverture d’un réseau de collèges à travers la Savoie. Le premier fut établi à Annecy par Eustache Chappuis en 1549. Un siècle plus tard, plusieurs petites villes, voire des gros bourgs établissent également un collège. C'est le cas à Thônes grâce à Jacques Avrillon, prêtre originaire du hameau de la Cour à Thônes qui, en 1670, lègue une somme suffisamment importante pour entretenir régulièrement un petit collège avec deux régents de latin chargés de préparer les élèves qui veulent entrer en 3e au collège chapuisien d’Annecy.
En 1749, une nouvelle donation du curé plébain Jean-Baptiste Marin rend possible l’achat d’un local, rue Blanche à Thônes, qui permet de réunir les deux classes dans un même corps de bâtiment (jusqu’alors les enseignants dispensaient les cours chez eux). En septembre 1792, les troupes révolutionnaires françaises occupent la Savoie qui doit se soumettre aux règles de la toute jeune première République. En 1793, les prêtres de la vallée, dont ceux qui enseignent au petit collège, sont majoritairement hostiles à la Constitution civile du clergé. Ils deviennent des prêtres réfractaires. Sans ses enseignants, le collège de la rue Blanche ferme ses portes. En 1796, le bâtiment est vendu au titre de la vente des biens nationaux.

### La recherche d’un nouveau lieu pour le collège (1801-1821)
En 1801, le Concordat signé entre le Consulat de Napoléon Bonaparte et le pape Pie VII redonne à l’Église ses tâches d’instruction. Par conséquent, l’enseignement reprend dans les établissements religieux mais le collège de Thônes ne retrouve pas de local approprié. Les enseignements ont donc lieu dans les maisons des professeurs. Néanmoins, dans le même temps, l’instruction devient plus centralisée. Le collège ne dépend plus seulement des autorités ecclésiastiques et de la municipalité de Thônes mais aussi du Gouvernement consulaire puis impérial. En 1805, une demande d’autorisation impériale à l’ouverture d’une école secondaire est acceptée pour la municipalité de Thônes, mais en 1806 la création de l’Université impériale impose de nouvelles règles. Les conditions de maintien d’un collège deviennent très contraignantes (contribution universitaire à payer par les élèves, diplôme de bachelier exigé pour enseigner, …). De plus, le manque d’un local convenable est rédhibitoire à la réouverture du collège. 
En 1815, la Savoie change de nouveau de giron et est rattachée au royaume de Sardaigne de Victor-Emmanuel 1er. Le nouveau régime impose, à son tour, ses propres contraintes administratives. La question du local d’enseignement reste d’actualité. En janvier 1817, l’administration sarde autorise l’ouverture d’une école secondaire mais revient sur sa décision en novembre car Thônes est considérée comme une ville de taille insuffisante pour entretenir un établissement secondaire. Une autorisation est toutefois arrachée le 22 septembre 1818 sous condition de l’affectation d’un local convenable. En 1821, la municipalité achète la maison seigneuriale sise rue des Clefs et la transforme en établissement scolaire. En 1822, l'administration du roi Charles-Félix précise que seules seront conservées les écoles disposant d’un effectif suffisant. Le Collège de Thônes est donc contraint d’envoyer les élèves de classe de rhétorique (1re), d’humanités (2de) et de 3e dans d’autres collèges. Toutefois, en 1841, les classes d’humanités sont rétablies.

### Le collège royal de Thônes
En 1848, le collège devient collège royal puis doit s’adapter au décret royal de 1855 réorganisant l’enseignement. L'établissement compte alors 5 classes : les 3 classes de grammaire (équivalentes aujourd’hui des 6e, 5e et 4e) et les deux classes de rhétorique (équivalentes à la 3e et la 2de). Il n’a pas l’autorisation d’ouvrir les classes de philosophie (1re et terminale aujourd’hui). La situation du collège reste précaire car il est alors question de supprimer le collège qui coûterait trop cher aux contribuables. L’Histoire, une fois de plus, redessine les frontières. En 1860, la Savoie est annexée à la France et conformément à la loi Falloux de 1850, la municipalité de Thônes doit faire le choix entre un collège d’enseignement public ou un collège d’enseignement privé dit « libre ». Le collège royal devient collège libre de Thônes. Les bâtiments restent propriété de la commune qui se charge de l’entretien mais le directeur (le Supérieur) est nommé par l’évêque. À cette date, le collège entretient 5 professeurs pour 49 élèves (dont 43 internes). Sa situation financière s’autonomise grâce à une donation importante de Joseph Avet, citoyen de Thônes qui s’est enrichi à La Nouvelle-Orléans. Grâce à ce don, le bâtiment du collège est rénové et rehaussé d’un étage. Dès 1862 sont ouverts des cours d’anglais, d’allemand, de sciences et de philosophie mais qui ne parviennent à se maintenir que quelques années seulement. Un an avant sa mort, en 1871, Joseph Avet lègue de nouveau, cette fois-ci par testament, une nouvelle somme d'argent au collège. En 1879, grâce à une réouverture fugace du cours de philosophie, les élèves se présentent pour la première fois au baccalauréat. Mais la pérennité du collège vacille de nouveau. Son existence est, une nouvelle fois, remise en question par la préfecture car le nouveau directeur, l’Abbé Maniglier ne possède pas les grades universitaires exigés par la loi Falloux. Le ministre Jules Ferry refuse de revenir sur la décision préfectorale. Le collège est fermé durant deux mois de mars à mai 1880 jusqu’à ce que l’évêché et la municipalité de Thônes trouvent un nouveau directeur en la personne de l’Abbé Barrucand, ancien élève du collège, diplômé de l’Académie de Turin.
En 1885, sous le Supériorat de l’Abbé Barrucand, le collège possède définitivement un cycle scolaire complet (de la 6e à la terminale). Une fois de plus, ce ne fut pas sans difficulté. En effet, la demande de la classe de rhétorique généra une tension entre la municipalité et l’évêché car l’évêque refusait que Thônes deviennent le 4e petit séminaire du diocèse (après La Roche, Evian et Meylan).
Il est à noter que, dès cette période, le collège marque sa singularité par une place privilégiée donnée à l’enseignement des langues vivantes (situation encore assez rare à cette époque). Nombre d’anciens élèves ont également loué la qualité de son enseignement classique (lettres, latin, grec...) et donnèrent à l'établissement le surnom de « Petite Sorbonne »[réf. souhaitée].
À son décès en 1893, l’abbé Barrucand est remplacé par le professeur de philosophie de l’établissement, le chanoine Pochat-Baron. Il reste Supérieur de l’établissement jusqu’en 1933.

### Le nouveau collège
Le nouveau collège, baptisé collège Saint-Joseph, ouvre ses portes 9 octobre 1933 en remplacement du vieux collège de la rue des clefs. Le bâtiment de la rue des Clefs devenait vétuste. En 1928, le chanoine Derippe, ancien professeur du collège et nouvellement élu président de l'Union Fraternelle des Anciens Élèves du Collège de Thônes (fondée en 1895) évoque l'idée de la construction d'un nouveau bâtiment pour lequel il consacre une part de ses biens personnels. En 1930, un terrain est acheté avec des fonds diocésains récoltés en partie par un appel aux dons. Il est situé à la sortie de Thônes, en amont du bourg. 
Les travaux de constructions commencent en août 1932. Le bâtiment est inauguré par l'évêque d'Annecy le 28 septembre 1933. Dans le compte-rendu de l'Union Fraternelle des Anciens Élèves du Collège de Thônes, on peut lire à cette occasion : « aux rayons du clair soleil de septembre, il (le collège) déploie ses vastes perspectives sur un fond pittoresque de montagnes dentelées et de forêts déjà rouillées par l’automne ; du haut de sa niche, saint Joseph paraît bénir la foule considérable qui s’agite sur l’esplanade d’entrée et dans la large avenue désormais nommée « rue du collège ». Modèle de goût conforme à toutes les exigences de la pédagogie bien comprise, merveille d’ordre et de confort, le nouveau collège demeurera aussi comme le monument de la charité diocésaine, le chef d’œuvre de cette vertu qui fleurit magnifiquement en notre Savoie, déconcertant les calculs de la prudence humaine et réalisant chaque jour de nouveaux miracles ». Le statut du collège a changé. Il n’est plus la propriété de la ville de Thônes mais appartient dorénavant au diocèse. Le nombre d'élèves augmente rapidement. On compte environ 90 élèves en 1933, 160 élèves à la veille de la guerre et plus de 200 en 1941.

### Les profonds bouleversements du collège
En 1960, le collège Saint-Joseph signe un contrat avec l’Éducation nationale. Désormais, des enseignants laïcs, salariés par l’État, remplacent progressivement les religieux. Les religieuses de la Croix qui œuvraient en cuisine quittent l'établissement en 1973. À cette date, il reste encore 8 prêtres enseignants. En 1992, l'abbé Gilbert Accambray directeur depuis 1974 est le dernier religieux à quitter l'établissement. Afin d'accueillir les nouveaux enseignants laïcs et de leur proposer un hébergement, un bâtiment annexe d'une capacité de 9 appartements et 7 studios est construit, dès 1962, à proximité du collège. En 1965, l'établissement, jusqu'alors exclusivement masculin s'ouvre peu à peu à la mixité (6 filles en terminale la première année). En 1967, toutes les classes, de la sixième à la terminale sont mixtes. En 1975, un gymnase est construit. En 1985, l'effectif dépasse les 500 élèves. 
Le collège-lycée Saint-Joseph continue sa métamorphose. En 1987, s'ouvre au lycée une section A3 « arts plastiques ». C'est le début de la construction d'un pôle artistique qui modifie considérablement l'image du lycée. Le pôle se consolide en 1989 avec l'ouverture de la section A3 théâtre, puis, en 1993, avec celle de la section « cinéma-audiovisuel ». Enfin, en 1996 les élèves peuvent accéder également à un enseignement spécifique de l'Histoire des arts. En 2013, ces options et spécialités concernent près de la moitié de l'effectif du lycée. Parallèlement, l'établissement, au collège et au lycée, développe une large ouverture aux langues vivantes. Ouverture d'une « classe Europe » en anglais dès la 6e en 1988 puis en allemand en 1991. En 1994, ouverture d'une section européenne dès la 4e en italien et allemand. 
En 2013, l'établissement continue de croître (plus de 760 élèves), ce qui nécessite la construction d'un nouveau bâtiment principalement pour le lycée à côté de celui existant. Le nouveau lycée ouvre ses portes à la rentrée 2014-2015.